# Спитук-Гомпа
Спитук-Гомпа или Петуб-Гомпа — буддийский монастырь в Лехе, Ладакх, северная Индия, в 8 км от города Лех. Был основан Од-де, старшим братом Лха Ламы Чангчуб Ода в XI веке.
Од-де выбрал место недалеко от нынешнего Леха и построил там сначала три святилища, а потом и монастырь. Название «Спитук» — образцовый дал ему Ринчен Санпо (лоцава), который посетил его и был удивлён его благочестивой общиной. Сначала, монастырь вошёл в школу кадампа. Дрармараджа Такспа Бум — Лде Лама Лхаванг приложил много усилий для помощи монастырю, и он ввёл его в школу гелуг, учение великого Цзонкхапы. Сток-Гомпа, Санкал-Гомпа и Сабу — подчиняются Спитуку.
В монастыре статуи: Будда, Амитаюс, Махакала. Изображения: Цзонкхапа, Такспа Бум-Лде. В дукханге (зале собраний) установлен трон, предназначенный для Далай-ламы. Ещё в дукханге есть по пять рядов сидений для Лам с каждой стороны и стеллажи с тибетским каноном. За главным залом есть небольшая комната с образами Цонкхапы, двух его учеников, Тары и Будды. Хранятся тханки (некоторые привезены из Лхасы после китайской оккупации), древние маски, старинное оружие. В 1970-х многие храмы отремонтированы. В 1960 был построен храм Чикханг со статуями Шакьямуни и Авалокитешвары. Есть также статуя Падмасамбхавы. Другой храм — Долма Локханг посвящён Таре, там находятся 21 её статуя и статуя ладакхского царя на лошади.

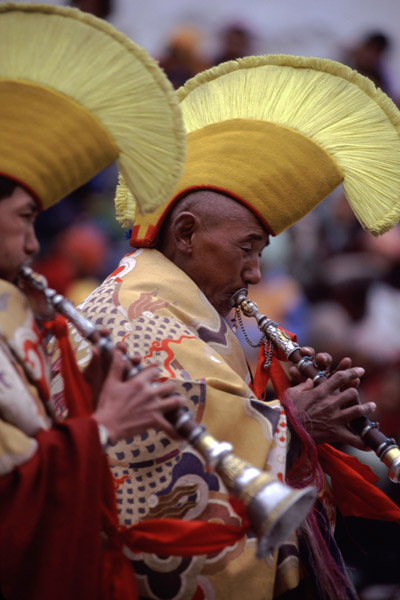
Густор: игра на рожках

Каждый год Густор празднуется в спитуке с 27-го по 29-й день 11 месяца по тибетскому календарю.